# The Boy Who Turned Yellow
Pour plus de détails, voir Fiche technique et Distribution.
The Boy Who Turned Yellow est un film britannique réalisé par Michael Powell, sorti en 1972.

## Synopsis
John perd son animal de compagnie, une souris nommée Alice, lors d'un voyage scolaire à la Tour de Londres. Après l'avoir cherchée toute la nuit, il s'endort lors du cours d'électricité. En rêve, il se retrouve dans le métro, où il devient jaune, puis il fait la connaissance de Nick qui lui apprend comment voyager à travers les écrans de télévision, et il va leur arriver diverses péripéties…
Une fois réveillé, il est capable de répondre aux questions de son professeur et, revenu chez lui, retrouve sa souris qui a mis bas.

## Fiche technique
- Titre original : The Boy Who Turned Yellow
- Réalisation : Michael Powell
- Scénario : Emeric Pressburger
- Direction artistique : Bernard Sarron
- Photographie : Christopher Challis
- Son : Bob Jones, Ken Barker
- Montage : Peter Boita
- Musique : Patrick Gowers, David Vorhaus
- Production : Emeric Pressburger
- Production associée : Drummond Challis, Roger Cherrill
- Société de production : Children's Film Foundation
- Pays d’origine :  Royaume-Uni
- Langue originale : anglais
- Format : couleur (Eastmancolor) — 35 mm — Panavision — son Mono
- Genre : Aventure et fantastique
- Durée : 55 minutes
- Date de sortie : 
  - Royaume-Uni : 16 septembre 1972

## Distribution
- Mark Dightam : John
- Robert Eddison : Nick
- Helen Weir : Mme Saunders
- Brian Worth : M. Saunders
- Esmond Knight : Docteur
- Laurence Carter : professeur
- Patrick McAlinney : Beefeater
- Lem Dobbs : Munro